# Quyền đúc tiền trong Thánh chế La Mã
Quyền đúc tiền trong Đế chế La Mã Thần thánh (tiếng Đức: Münzregal) là một trong những cái gọi là vương quyền (còn được gọi là đặc quyền hoàng gia hoặc chủ quyền). Nó bao gồm quyền ban hành các quy định quản lý việc sản xuất và sử dụng tiền xu. Nó bao gồm đặc điểm kỹ thuật của tiền tệ, quyền đúc và quyền sử dụng tiền xu và lợi nhuận từ việc đúc tiền. Nó được gọi theo nhiều cách khác nhau trong các nguồn tiếng Anh là "right of coinage", "coinage regality", "regality of coinage", "minting privileges" và "coinage prerogative".

## Văn chương
- Arnold Luschin von Ebengreuth: Allgemeine Münzkunde und Geldgeschichte des Mittelalters und der neueren Zeit. 2nd widely printed edition. Oldenbourg, Munich, inter alia, 1926 (Handbuch der mittelalterlichen und neueren Geschichte. Abt. 4: Hilfswissenschaften und Altertümer 5), (Unaltered reprographic copy: ib. 1969).
- Friedrich von Schrötter: Wörterbuch der Münzkunde. 2nd unaltered edition. de Gruyter, Berlin, 1970.
- Peter Volz: Königliche Münzhoheit und Münzprivilegium im Karolingischen Reich und die Entwicklung in der sächsischen und fränkischen Zeit. Teil I: Die  karolingische Zeit. In: Jahrbuch für Numismatik und Geldgeschichte. 21, ISSN 0075-2711, pp. 157–186.